# Peranera
Peranera es un antiguo pueblo de la comarca de la Alta Ribagorza, provincia de Lérida, Cataluña, España. Actualmente está casi del todo deshabitado (habitado ocasionalmente en verano), y pertenece al término municipal del Pont de Suert. Antiguamente pertenecía al término municipal de Malpàs.

## Descripción
Está a 1301,1 metros de altitud, a la izquierda del barranco de Peranera, afluente por la derecha del barranco de Viu, que proviene del Corronco de Durro. La sierra de Peranera, contrafuerte meridional de esta montaña, separa los valles de Erta y de Peranera. Se encuentra a uns dos kilómetros de Castellars. Se accede al pueblo tomando una pista de grava a Castellars; es el único acceso para vehículos.
La iglesia, de una nave y con espadaña de dos ojos encima, está dedicada a santa Eulalia. Aunque se tienen noticias desde época románica, el templo actual es moderno. El nombre de Peranera proviene del latín "piedra negra"; nos lo recuerda la roca donde se asienta el pueblo y las minas de Malpàs, que están bien cerca. Aparte de la iglesia, antiguamente sufragánea, a una cierta distancia al noroeste del pueblo está la ermita románica de Santa Margarita de Peranera.

## Etimología
Peranera es un topónimo románico, procedente de las palabras catalanas pera, equivalente a piedra o roca y nera, de negra. Es, por tanto, un topónimo descriptivo, que se refiere al color de la tierra en este lugar, donde ha habido hasta bien recientemente minas de carbón. Joan Coromines (op. cit.) corrobora esta hipótesis.

## Historia
Peranera tiene su origen en el castillo homónimo, citado ya en el siglo XI: Petra Nigra. Actualmente a penas queda ningún rastro de él.
En 1381 tenía 3 fuegos (hacia la quincena de habitantes), y en 1787 tenía ya 23, dentro del dominio de los Erill, que tenían su primera sede justo delante, al oeste, de Peranera: Erillcastell (o Castillo d'Erill).
Pascual Madoz habla de Peranera en su Diccionario geográfico... de 1849. Se refiere diciendo que está en una roca que tiene una suave inclinación hacia el este, y lo bate el viento del norte con mucha fuerza, cosa que provoca numerosos resfriados. Constaba de 9 casas, la iglesia de Santa Eulalia, sufragánea de Sas, con el cementerio al lado, y una fuente a un cuarto de hora del pueblo. El terreno es montañoso, áspero, cortado y de mala calidad, con matorrales para leña y algunos robles y manzanos. Se criaban ovejas. La población era de 3 vecinos (cabezas de familia) y 14 ánimas (habitantes).
En 1970 Peranera tenía 15 habitantes, reducidos a 6 en 1981. En 2006 ya estaba del todo despoblado.